# Маскант, Роберт
Роберт Патрик Маскант (нидерл. Robert Patrick Maaskant; МФА:[ˈroː.bərt ˈpɑt.rɪk ˈmaːs.kɑnt], род. 10 января 1969, Схидам, Южная Голландия) — нидерландский футболист, игравший на позиции полузащитника. Ныне тренер.

## Карьера

### Клубная
Играл за голландские клубы «Гоу Эхед Иглз», «Эммен», «Зволле», «Эксельсиор», а также шотландский «Мотеруэлл». Роберт Маскант рано закончил карьеру игрока — перестал выходить на поле в возрасте 27 лет.

### Тренерская
Карьеру главного тренера начал в 1999 году, в возрасте 30 лет. Тренировал шесть голландских клубов: «Розендал», «Гоу Эхед Иглз», «Виллем II», МВВ, НАК Бреда, «Гронинген». Возглавлял польскую «Вислу», с которой в сезоне 2010/11 выиграл национальный чемпионат. В 2012 году две недели возглавлял американский клуб «Техас Датч Лайонс» из третьего дивизиона.
14 июня 2013 подписал контракт с минским «Динамо», рассчитанный на полтора года. 4 декабря 2013 по согласию сторон контракт был расторгнут. Роберт стал 26-м тренером, уволенным из минского клуба Юрием Чижом за 14 лет его правления.
В 2014 году устроился в тренерский штаб американского клуба «Коламбус Крю», где помогал Греггу Берхалтеру.

## Достижения
«Висла» (Краков)
- Чемпион Польши: 2010/11